# Fusil anticarro
Un fusil contracarro, fusil anticarro o fusil antitanque es un fusil diseñado para perforar el blindaje, especialmente el de los carros de combate. El empleo de fusiles para tal propósito abarca desde la introducción del tanque hasta la Segunda Guerra Mundial, cuando estos demostraron ser completamente obsoletos. El blindaje de los carros de combate se había hecho demasiado grueso para ser penetrado con proyectiles macizos disparados por fusiles empleados por un solo hombre, por lo que fueron reemplazados por armas que empleaban proyectiles de carga hueca, siendo la bazuca una de las más conocidas. Hoy existen fusiles antimaterial similares, como el Barrett M82. 

## Historia

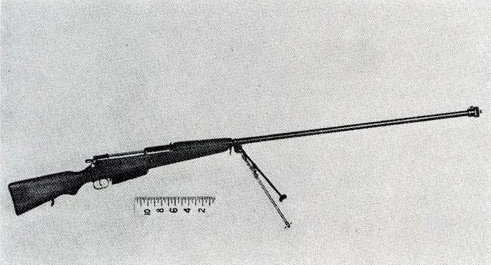
Fusil antitanque polaco Kb ppanc wz.35 calibre 7,92 mm empleado por el Ejército Polaco durante la invasión de Polonia (septiembre de 1939).

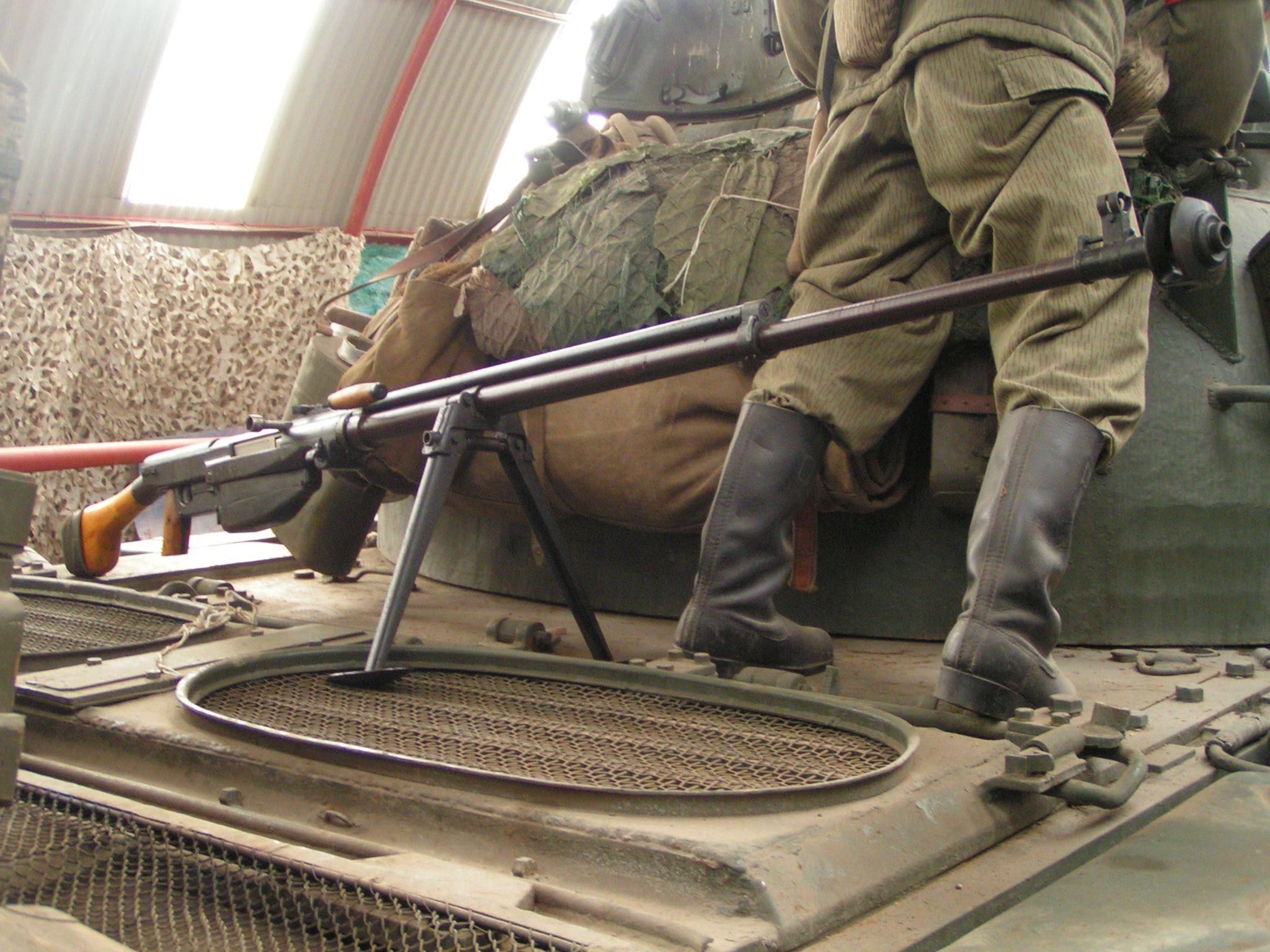
Fusil anticarro soviético PTRS-41 calibre 14,5 mm.

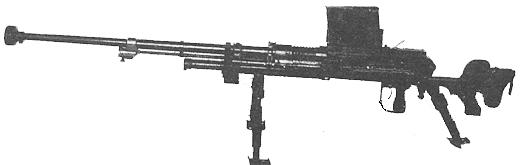
Fusil antitanque japonés Tipo 97 calibre 20 mm.

El tira y afloja entre blindaje y proyectiles se había desarrollado por mucho tiempo entre los navíos de guerra, especialmente desde la aparición del acorazado en la segunda mitad del siglo XIX. No fue sino hasta que los soldados se enfrentaron a vehículos blindados en tierra, que se dio inicio al choque entre armas de infantería y blindaje. La introducción de automóviles blindados y carros de combate condujo al desarrollo de las primeras armas anticarro. Entre las armas empleadas contra los primeros vehículos blindados figuraban los fusiles de alto poder. 
Los fusiles de alto poder habían aparecido en el siglo XIX para los cazadores de grandes presas. El fusil contracarro seguiría el mismo patrón de estos: una bala de grueso calibre con alta velocidad y capacidad de perforar blindaje.

### Primera Guerra Mundial
Los primeros tanques, empezando por el Mark I británico, empleados contra las trincheras alemanas en la Primera Guerra Mundial eran virtualmente inmunes a los disparos de fusiles comunes. La mayoría de los automóviles blindados también eran inmunes, pero los soldados rara vez se enfrentaban a ellos debido a que no se podían desplazar muy bien en el accidentado paisaje de la guerra de trincheras debido a sus ruedas. Aunque los tanques y automóviles blindados eran vulnerables ante la artillería, morteros y granadas, la infantería se hallaba en seria desventaja al momento de hacerles frente porque no tenían un arma efectiva contra estos.
El primer intento de potenciar el poder de penetración de los proyectiles de fusil fue la llamada bala invertida. Básicamente era una bala montada con la punta hacia adentro de un casquillo de 7,92 x 57, que tenía una mayor carga propulsora.
El siguiente desarrollo fue una bala antiblindaje especial, la bala K (Patrone SmK Kurz 7,92 mm, en alemán), que también podía dispararse desde el fusil de infantería estándar Mauser 98. Tenía una mayor carga propulsora y un núcleo de acero. Su probabilidad de penetrar el blindaje de 8 mm de los carros de la época era del 30 % si impactaba perpendicularmente contra este.
La bala K era más costosa de producir, por lo que generalmente solo era suministrada a francotiradores y soldados con excepcional puntería, los cuales podían emplearla con mayor efectividad. El soldado raso tenía que utilizar las balas invertidas, que eran menos efectivas y debían dispararse a corta distancia del blanco. Se preferían otras armas anticarro, tales como granadas, morteros y cañones. Ambos tipos de balas dañaban los fusiles. En primer lugar, acortaban la vida útil de estos por el alto desgaste del cañón. En segundo lugar, la alta presión producida en la recámara podía bloquear el cerrojo y se debía golpearlo con un martillo para abrirlo. Esto podía hacer que la uña extractora del cerrojo fallase, rompiendo la pestaña del cartucho y dejándolo trabado en la recámara. El esfuerzo producido al disparar cartuchos con carga propulsora aumentada podía hacer estallar la recámara de fusiles más viejos y desgastados, en el mejor de los casos destruyendo el fusil, así como hiriendo o matando al tirador en el peor de los casos. Por tales razones, la bala K y la bala invertida no fueron populares entre las tropas. Sin embargo, le daban a la infantería una oportunidad de detener un tanque o al menos de herir o matar a algunos tripulantes de este si la bala llegaba a penetrar su blindaje.
Al mismo tiempo que las balas entraban en servicio, los carros de combate eran diseñados y construidos con blindajes más gruesos que hacían ineficaces a estas, aunque continuaron siendo empleadas contra los modelos más viejos y los automóviles blindados. El primer fusil anticarro, el Mauser 1918 T-Gewehr, fue diseñado en Alemania. Este fusil de calibre grueso era capaz de penetrar el blindaje de las nuevas generaciones de tanques y daba oportunidad de detenerlos. A pesar de esto, se seguían prefiriendo otras armas. El gran retroceso de este fusil era muy difícil de controlar por el tirador, a veces rompiéndole la clavícula o dislocándole el hombro. Aunque el fusil era específico para este rol, era un desarrollo de los fusiles Mauser y los fusiles de caza de alto poder británicos que lo precedieron. Su calibre de 12-13 mm tampoco era demasiado inusual; otras armas calibre 12,7 mm (0,50 pulgadas) habían sido empleadas en combate con cartuchos cargados con las relativamente nuevas y más poderosas (en comprarción con la pólvora negra) pólvoras sin humo de la época. 
Durante la Primera Guerra Mundial, en Estados Unidos se estaba desarrollando una bala de alta velocidad calibre 0,50 pulgadas para utilizarla contra aviones. Esta sería empleada en la ametralladora Browning M2. Esta bala estaba basada en la munición estadounidense estándar de la época, el .30-06 Springfield. Cuando se hizo conocida la existencia de la bala antitanque alemana, hubo cierto debate sobre si debía ser copiada y usada como base para el cartucho de la nueva ametralladora. Sin embargo, tras algunas pruebas, la munición alemana fue descartada por su inferior desempeño frente al .30-06 Springfield sobredimensionado y por tener un casquillo con semipestaña, que dificultaba su empleo en un arma automática. La ametralladora Browning M2 entró en servicio como una ametralladora antiblindaje.

### Segunda Guerra Mundial
Al comienzo de la Segunda Guerra Mundial, la mayoría de países empleaban un fusil antitanque basado en una bala de grueso calibre y alta velocidad (por ejemplo, el fusil antitanque Boys británico). Estos fueron efectivos al inicio de la guerra contra los primeros modelos de carros de combate (carros ligeros como los Panzer I y Panzer II alemanes). Mientras el blindaje se hacía cada vez más grueso en los nuevos modelos, la efectividad del fusil anticarro portátil iba disminuyendo. Una notable excepción fue su empleo contra los tanques ligeros japoneses en Malasia, donde el fusil anticarro Boys tuvo cierto éxito. En un inicio fueron empleados pequeños cañones de 20 mm, pero rápidamente se hizo necesario emplear armas más poderosas para hacer frente a los tanques, como los proyectiles de carga hueca. A estos se les sumaron lanzacohetes como la bazuca, cañones sin retroceso y lanzagranadas como el Panzerfaust. Algunos fusiles contracarro, como el L-39 finlandés, incluso fueron empleados por francotiradores para acosar al enemigo, disparando balas fumígenas por las escotillas abiertas de los carros de combate o para desalojar a un francotirador enemigo de su posición 
Los fusiles antitanque soviéticos PTRS-41 y PTRD de la Segunda Guerra Mundial fueron empleados por las tropas norcoreanas y los voluntarios chinos durante la guerra de Corea, debido a la falta de armamento anticarro de infantería moderno. 
Esta arma es el ancestro conceptual de las armas contracarro empleadas por la infantería moderna, así como los fusiles de francotirador de grueso calibre y los fusiles antimaterial fueron influenciados por su diseño.

## Algunos fusiles anticarro
- Mauser 1918 T-Gewehr
- Panzerbüchse
- Lahti L-39
- Fusil antitanque Tipo 97
- Maroszek Kb Ur wz.35
- Fusil antitanque Boys
- Solothurn S-18/100,Solothurn S-18/1000 y Solothurn S-18/1100
- PTRS-41
- PTRD